# برنامج كاوست للطلبة الموهوبين
برنامج كاوست للطلبة الموهوبين أو كجسب KGSP (بالإنجليزية: KAUST Gifted Students Program)‏ هو برنامج ابتعاث خارجي أسسته جامعة الملك عبدالله للعلوم والتقنية (كاوست) عام 2008م قبل سنة من تأسيس الجامعة. يهدف البرنامج إلى إنشاء شبكة من الطلاب السعوديين المؤهلين ضمن مجال العلوم، التكنولوجيا، الهندسة والرياضيات. المنحة مُغطاة التكاليف لدعم الطلبة أثناء حصولهم على البكالريوس في مجالات STEM عند أرقى الجامعات الأمريكية، تمهيداً لاستكمال دراساتهم في الدكتوراه بجامعة كاوست. خلال فترة دراستهم يتكفل البرنامج بتقديم دعم أكاديمي وتطويري لجميع الطلاب.
تمنح جامعة الملك عبد الله للعلوم والتقنية هذه المنحة الدراسية التنافسية لما يقرب من 135 طالباً سعودياً عند الانتهاء من دراستهم الثانوية، وهي منحة مدتها تصل إلى ست سنوات. يُكوِّن برنامج KGSP بما يحتويه من منح دراسية شبكة بين الطلبة وجامعة الملك عبد الله للعلوم والتقنية، كما يوفر لهم التطوير المستمر ليصبحوا مرشحين مثاليين لمواصلة دراستهم العليا بالجامعة.

## الطاقم
- د. نجاح عشري: نائبة رئيس جامعة كاوست.
- سهام الحسيني.
- سارة سميث.
- نبيلة حمودة.

## التاريخ
مع مرحلة تأسيس جامعة الملك عبد الله للعلوم والتقنية عام 2008م، كان قد تقرَّر أن تكون الجامعة للدراسات العليا فقط. لذلك أُنشِئَ قسم المبادرات السعودية في الجامعة الذي كان هدفه زيادة نسبة السعوديين في كاوست. وقُرر إنشاؤه قبل سنة من افتتاح الجامعة. ابتعثت الدفعة الأولى المكونة من 25 طالب إلى جامعات عالمية من ضمنها هارفرد ومعهد ماساتشوستس للتقنية.

## وصلات خارجية
- الموقع الرسمي لبرنامج كاوست للطلبة الموهوبين.